# Malaika (Vorname)
Malaika ist ein weiblicher Vorname.

## Herkunft und Bedeutung
Der Name Malaika bedeutet in Kiswahili „Engel“, abgeleitet vom arabischen ملك maʾlak.

## Verbreitung
Der Name Malaika ist in England und Wales geläufig, zählte jedoch nie zu den beliebtesten Vornamen. Seit 2000 findet er sich unter den 1000 meistgewählten Mädchennamen. Von 2004 bis 2014 zählte er zur Top-500 der Vornamenscharts und erreichte im Jahr 2004 mit Rang 256 seine bislang höchste Platzierung in den Vornamenscharts. Zuletzt stand er auf Rang 813 (2023).
In Deutschland kommt der Name Malaika nur selten vor. Zwischen 2010 und 2023 wurde er nur etwa 300 Mal als erster Vorname vergeben. Das durchschnittliche Alter einer in Deutschland lebenden Malaika im Jahr 2024 betrug 17 Jahre.
Auch in Österreich wird der Name nur selten vergeben. Von 1984 bis 2023 wurde er nur 30 Mal vergeben. Als höchste Platzierung belegte er im Jahr 1984 Rang 577 der Hitliste, mit vier Namensträgern wurde der Name jedoch im Jahr 2012 am häufigsten gewählt, als er auf Platz 789 der Vornamenscharts stand.

## Namensträger
- Malaika Arora Khan (* 1973), indisches Model und Schauspielerin
- Malaika Mihambo (* 1994), deutsche Weitspringerin
- Emily Jane Malaika Greenwood (* 1976), britische Althistorikerin